# Justizvollzugsanstalt Neuburg
Die Justizvollzugsanstalt Neuburg liegt in der Altstadt von Neuburg an der Donau in unmittelbarer Nähe des Schlosses Neuburg.

## Geschichte
Der Zellentrakt der Justizvollzugsanstalt wurde bereits im Jahr 1577 als Hofreitschule gebaut, später wurde es als Lagerhaus (Getreidelager) für die Jesuiten (bis 1773) und später für die Malteser (1781–1822) sowie das Chorstift St. Peter genutzt, und ab dem Jahr 1857 als Gefängnis benutzt. Die Anstalt umfasst weitere Gebäude, einen Teil der ehemaligen Stadtmauer und einen Stadtturm. Die Anlage steht unter der Aktennummer D-1-85-149-262 unter Denkmalschutz und wird folgendermaßen beschrieben:

„Ehemalige Reitschule und Stallung, jetzt Amtsgerichtsgefängnis

Stattlicher, dreigeschossiger Giebelbau des 16. Jahrhunderts, Inschrift im Dachstuhl Peter Heyler 1577, Umbau 1620–26.

Erweiterungsbauten, L-förmig und dreigeschossiger Bau mit Walmdach, Nordtrakt mit reichem Portal, wohl erstes Viertel 20. Jahrhundert“

## Belegung
Sie kann mit maximal 73 männlichen Gefangenen belegt werden. Sie war für den Erwachsenenvollzug vor allem der Untersuchungshaft im Bereich der Amtsgerichtsbezirke Ingolstadt, Neuburg an der Donau und Pfaffenhofen an der Ilm zuständig. Heutzutage dient die Justizvollzugsanstalt für eine Regelhaft bis zu einem Jahr für den Amtsgerichtsbezirk Cham, Kelheim, Straubing und Neuburg an der Donau, eine Strafhaft im Regelvollzug von bis zu 3 Jahren für den Amtsgerichtsbezirk Pfaffenhofen und auch Strafhaft im Regelvollzug von 6 Monaten bis 3 Jahren für den Amtsgerichtsbezirk Ingolstadt. Die Justizvollzugsanstalt Neuburg ist nicht zu verwechseln mit der Justizvollzugsanstalt Neuburg-Herrenwörth, die eine der drei bayerischen Anstalten ist, in denen die Jugendstrafe an männlichen Jugendlichen und Heranwachsenden vollzogen wird.